# QCad
QCad — 2-мерная САПР с открытым исходным кодом, предназначенная для создания чертежей. Работает под Windows, macOS и на *nix системах.
QCad предоставляет различные инструменты для черчения. Многие концепции интерфейса и приемы работы схожи с AutoCAD.
QCad использует формат DXF для сохранения и импорта чертежей по умолчанию, однако в профессиональной версии имеет также поддержку DWG.

## История
Выпуск свободной версии QCad Community Edition отстаёт от профессиональной версии
.
Свободная версия распространяется в виде исходных кодов по лицензии GPL v3. Доступна полнофункциональная демо-версия с ограничениями по времени функционирования.
По своей функциональности программа несколько уступает проприетарным аналогам типа AutoCAD, но является одной из немногих полноценных 2D САПР под Linux/Unix, имеющей бесплатную версию Работает с использованием библиотеки Qt.
Доступно 35 специализированных шрифтов, но поддерживаются и обычные шрифты TrueType.

## Статьи
- André Pascual. QCAD: Техническое черчение в Linux // LinuxFocus.org : перевёл на русский Алексей Отвагин.